# Cucina romagnola

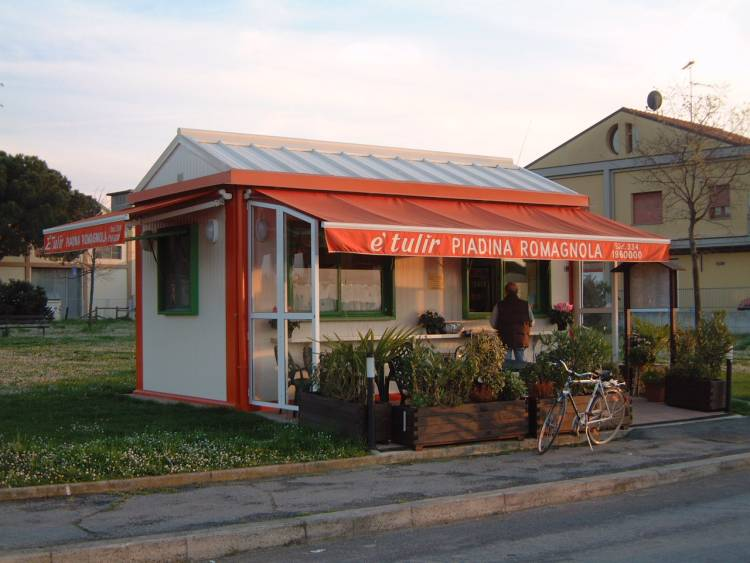
Chiosco per la piadina a Macerone (Cesena).

La cucina romagnola è la gastronomia della Romagna. Le sue caratteristiche sono legate alla tradizione contadina, con apporti della pesca, della pastorizia e dei prodotti della montagna.

## Descrizione
Pellegrino Artusi (1820-1911), di Forlimpopoli, tra i più celebri gastronomi italiani, riporta alcune ricette e usi della cucina della sua terra; la sua opera è tuttavia una raccolta organica degli usi gastronomici di tutta l'Italia, soprattutto quella centro-settentrionale.
Nel 1913 Antonio Sassi descrisse la cucina dei romagnoli con quattro voci: i cappelletti, i passatelli, il pollo arrosto e la piadina, che varia da zona a zona in spessore e dimensione.
Nell'ampia letteratura sulla cultura popolare romagnola è possibile recuperare altri piatti tradizionali, non tutti sopravvissuti; tra i primi piatti la tardura (o "minestra del Paradiso", di uova, formaggio e pan grattato), i manfrigoli, gli gnocchi, le lasagne al forno e i maccheroni; tra i secondi piatti il galletto in umido, la carne lessa e la carne fritta; tra i dolci il bracciatello, la ciambella, i sabadoni, tortelli ripieni di castagne cotte e marmellata di mele, pere cotogne o fichi, e la saba, uno sciroppo prodotto con la riduzione a fuoco lento del mosto d'uva bianca o rossa. Erano, questi, i piatti delle occasioni solenni, delle grandi feste del ciclo dell'anno (Natale e carnevale) e del ciclo della vita (nascita, nozze, morte). La cucina di tutti i giorni, invece, era finalizzata a riscaldare e a corroborare (zuppe e minestre di verdure) o a tacitare i morsi della fame (focacce, dolci di farina di mais).
Molto utilizzate le erbe spontanee commestibili (nella Lettera sulle insalate del 1565 il medico Costanzo Felici descrive 180 piante mangerecce: erbe, radici, frutti, spezie, funghi e tartufi con i loro impieghi in cucina).
Una cultura ampia e raffinata è quella della sfoglia fatta in casa, di sole farina e uova. Dalla sfoglia, più o meno sottile. si ricavano le tagliatelle, i tagliolini, i quadrettini, i maltagliati, gli strichetti, i malfattini, i garganelli di Ravenna, nonché le paste ripiene come i cappelletti, il piatto natalizio per eccellenza, e i ravioli, con ripieno di spinaci e ricotta. Con la sfoglia senza uova sono fatti i ritorti strozzapreti. 

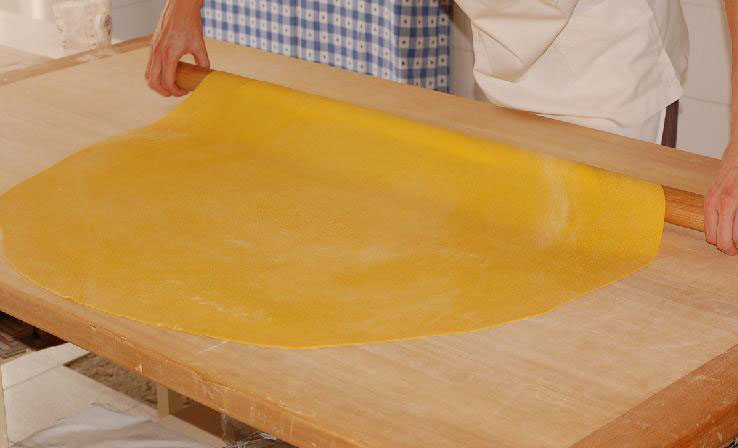
Preparazione della sfoglia

L'arte del matterello fornisce anche la piada, spessa (con o senza strutto) oppure sottile e con olio d'oliva nel Riminese e nel Montefeltro, e i crescioni alle erbe di campo.
Importante è la cucina di mare, incentrata sul brodetto, denso di conserva di pomodoro, aceto e pepe nero. Popolare è il pesce in graticola (la rustìda), infilzato negli spiedini e protetto da una panatura all'aglio e al prezzemolo.

## Piatti tipici

### Primi
Nella lingua romagnola non esiste un termine equivalente a "pasta": i primi piatti, in brodo o asciutti che siano, vengono chiamati in genere mnestra ("minestra"). Si può specificare così: mnestra sòta (asciutta) e mnestra int e' brod (in brodo).

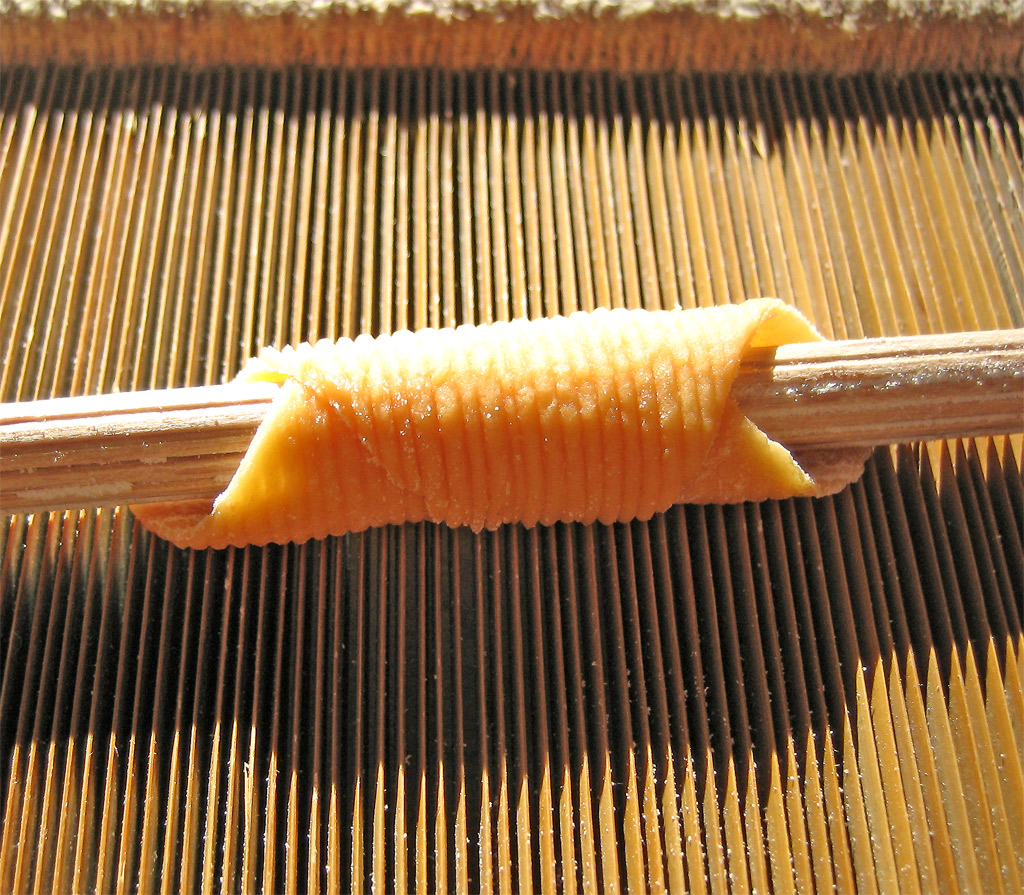
Garganello con bastoncino e pettine per formarlo

#### Asciutti
- Tagliatelle, anche nella variante verde (con spinaci nell'impasto) oppure miste paglia e fieno.
- Ravioli, ottenuti da due sfoglie sovrapposte tagliate a quadrati utilizzando la speronella (che salda i bordi e li rende seghettati); il ripieno è a base di ricotta e spinaci.
- Tortelli di patate, hanno la stessa forma dei ravioli, ma ripieno a base di patate.[4]
- Orecchioni, ricavati da una sfoglia tagliata a cerchi con un bicchiere, ripiegando poi ciascuno a mezzaluna, o altrimenti ricavati da quadri di sfoglia piegati a triangolo; il ripieno è di ricotta e parmigiano con prezzemolo e noce moscata, oppure a base di patate.[5][6]
- Strozzapreti, brevi strisce di pasta, tradizionalmente senza uova, ritorte sfregandole fra i palmi delle mani.
- Strozzapreti col nodo (Pieve Cesato), lunghi e annodati.
- Lunghetti (Cesena) quasi identici agli strozzapreti ma di lunghezza circa doppia (da non confondere con la pasta omonima, in parte somigliante, usata in Valdarno).
- Bigle o bìgoli (Morciano di Romagna, Valconca), cordoncini lunghi circa 10 cm ottenuti da pasta senza uova arrotolata fra palmo della mano e tagliere (diversamente dai lunghetti cesenati e gli strozzapreti, non sono ritorti fra le due mani).[7]
- Strapponi / strappetti o pasta stracciata (Ravenna, Russi): da una sfoglia all'uovo si ricavano pezzi irregolari (piccoli per gli strappetti, più grandi per gli strapponi) strappandoli con le mani; vengono solitamente cucinati asciutti conditi con sugo di salsiccia.[8][9]
- Tajadlot, sorta di tagliatelle da sfoglia sottile, tagliate strette (larghezza intermedia fra tagliolini e tagliatelle)[10]. A Cattolica sono caratteristici i tajadlot s'li puracie (con sugo di vongole).[11][12]
- Curzùl (Faenza e ravennate) o stringhetti (Valmarecchia, Valconca) o sgurzun, sorta di spaghetti a sezione quadrata, ricavati da sfoglia grossa tagliata stretta.[13]
- Garganelli (Lugo e bassa ravennate), quadri di sfoglia all'uovo avvolti a formare un maccheroncino, poi rigati perpendicolarmente premendoli su di un pettine di telaio. Sono diffusi anche, col nome di zuflot, a Santarcangelo di Romagna, dove però vengono rigati sui rebbi di una forchetta.[14]
- Ingannapreti (Ravenna, Cervia), preparati chiudendo quadri di sfoglia alla maniera dei cappelletti, ma senza inserire un ripieno; conditi tradizionalmente con un sugo di pomodoro e cipolla[15].
- Strichetti, a forma di farfalla, da quadri di pasta stretti fra due dita; se di piccolo formato, si preparano anche in brodo.[16] Strichét cun l'arveja (nel Ravennate), conditi con sugo di piselli freschi, cipolla e pomodoro.
- S-cifuloti (provincia di Ravenna), da pasta senza uova si formano a mano cordoncini grossi come matite, tagliandoli a pezzi lunghi 3 cm[17]; altri indicano, con questo termine, i garganelli
- Scudazzine, tagliatelle corte (circa 4 cm), cucinate asciutte o in brodo.
- Zavardoni (Valmarecchia), grandi quadri di pasta di farina mista frumento-granoturco.
- Gnocchi di patate, chiamati maccheroni con le patate.
- Gnocchetti di polenta (Santarcangelo, S. Mauro Pascoli): ricavati da una sfoglia grossa di farina mista frumento-mais tagliandola a cubetti piccoli (1-1,5 cm), vengono consumati in minestra di fagioli oppure asciutti sempre con sugo di fagioli. In molti aspetti somigliano quindi agli zavardoni/patacucci, ma differiscono per forma e dimensioni.[18]

#### Polenta
- Polenta con sugo di salsiccia: farina di mais mista (bramata e fioretto) versata nell'acqua coi fagioli appena cotti, infine condita con sugo di cipolla, pomodoro e salsiccia; tradizionalmente piuttosto liquida (da cui il nome "paciarèla"), si serve nei piatti fondi.
- Polenta fritta (Faenza, Brisighella, Castel Bolognese), preparata densa, rassodata e fritta, spesso servita con lo squacquarone[19][20].
- Paciarèla (Tredozio), polenta condita con fagioli, pancetta e porri; viene anche consumata rassodata, tagliata a fette e fritta.[21]
- Polenta incassata (pulénta incasèda), ripassata al forno alternandola a strati con ragù, besciamella e parmigiano.[22]
- Polenta dolce (Bagno di Romagna, Selvapiana), di farina di castagne, condita con pancetta, salsiccia e raviggiolo.[23]
- Polenta con le poveracce (Rimini, Cattolica), con sugo rosso di vongole lupino

#### Al forno
- Pasta verde o lasagne verdi: lasagne tinte con spinaci e cotte al forno con ragù e besciamella[24][25][26]. Lasagne verdi o pasta verde romagnola

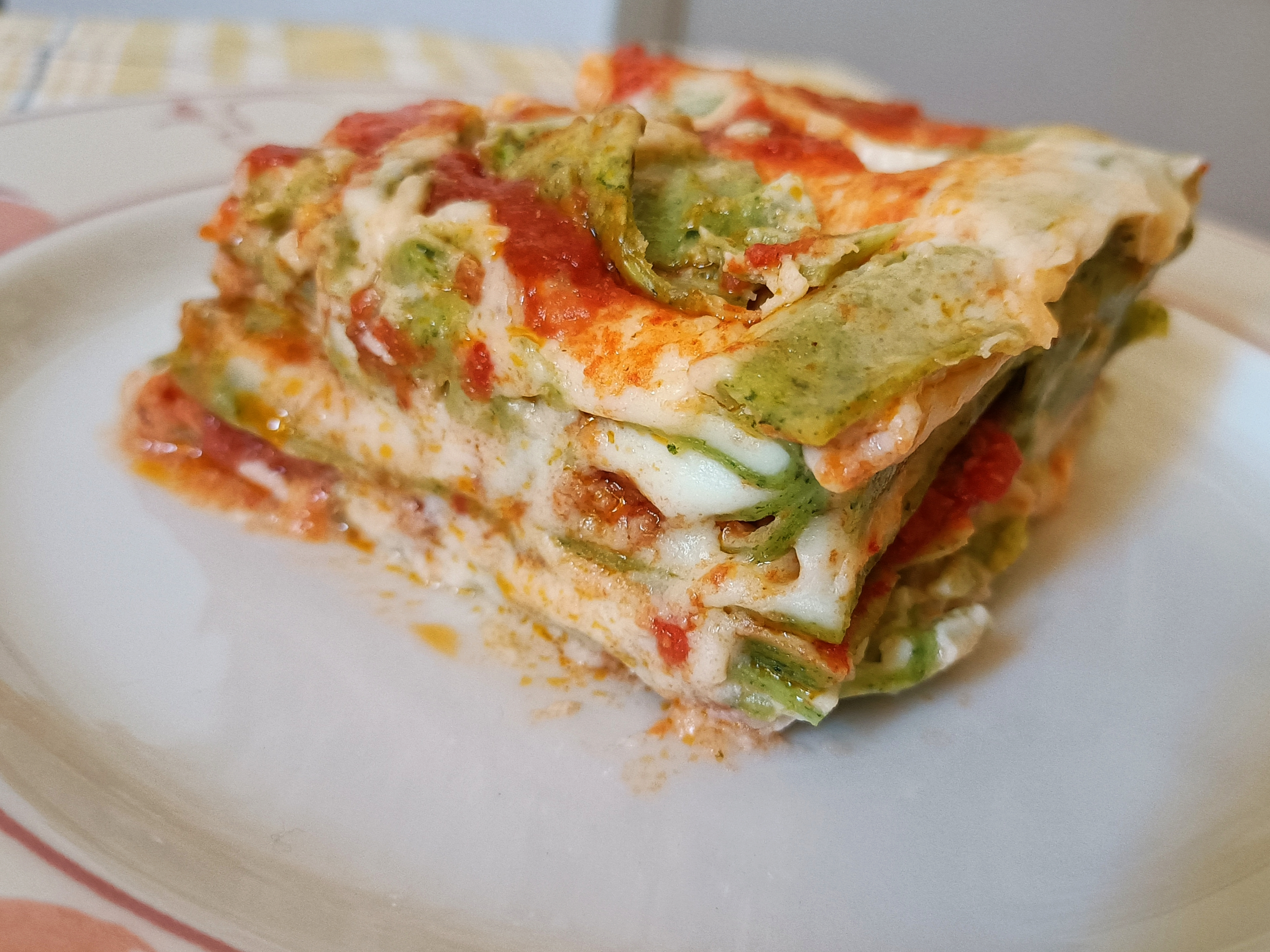
Lasagne verdi o pasta verde romagnola

- Basotti (alta valle del Savio,  alta valle del Bidente[27]), tagliolini messi in teglia con burro e parmigiano, bagnati con brodo di carne, passati in forno finché non restano asciutti, dorati e croccanti.[28]
- Nidi di rondine o capricci[29]: sfoglia ricoperta di un ripieno a base di ricotta, parmigiano e spinaci (lo stesso dei i ravioli), arrotolata, fasciata con un canovaccio di tela legato poi agli estremi, lessata, tagliata a fette; si dispongono poi queste spirali orizzontalmente in una teglia, coperte di ragù e passate in forno. Spesso però il procedimento classico viene semplificato evitando la complessa cottura in acqua, e nidi ancora crudi si passano direttamente in forno.[30] Versioni "moderne" usano anche ripieni e copertura con ingredienti diversi (besciamella, emmenthal o mozzarella, prosciutto cotto).[31]
- Cannelloni, lasagne avvolte a tubo, con ripieno a base di formaggi, passati al forno con ragù e besciamella.

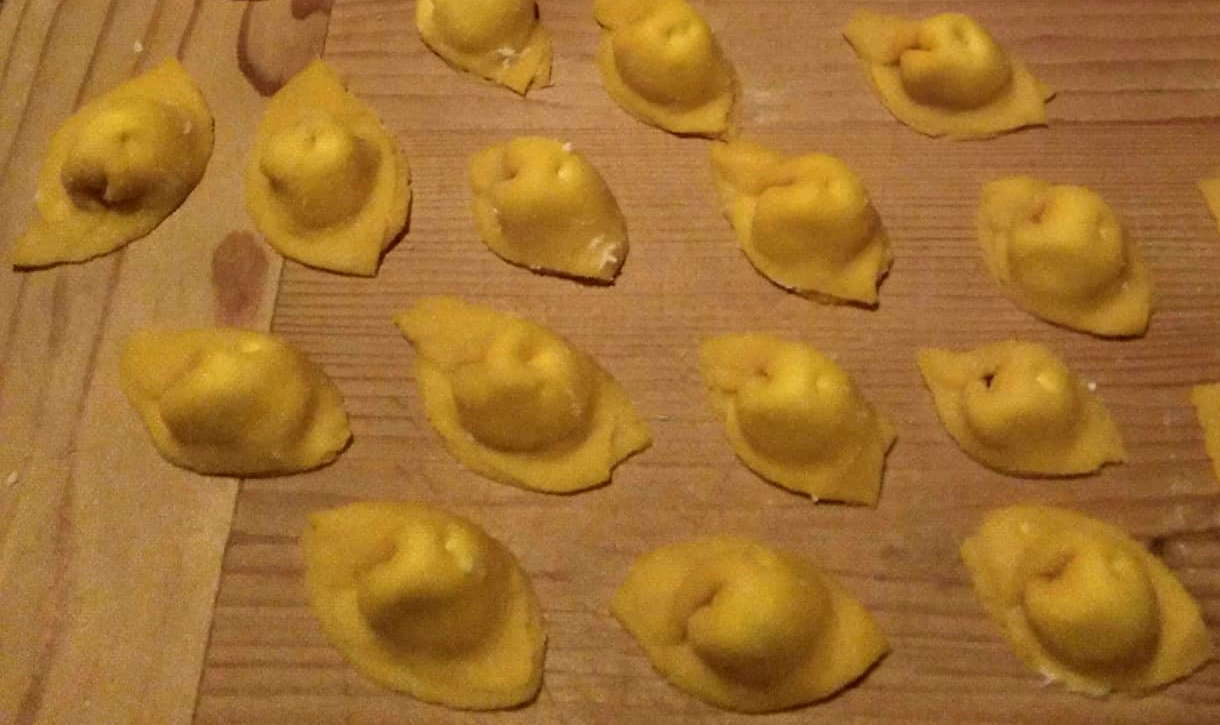
Cappelletti romagnoli

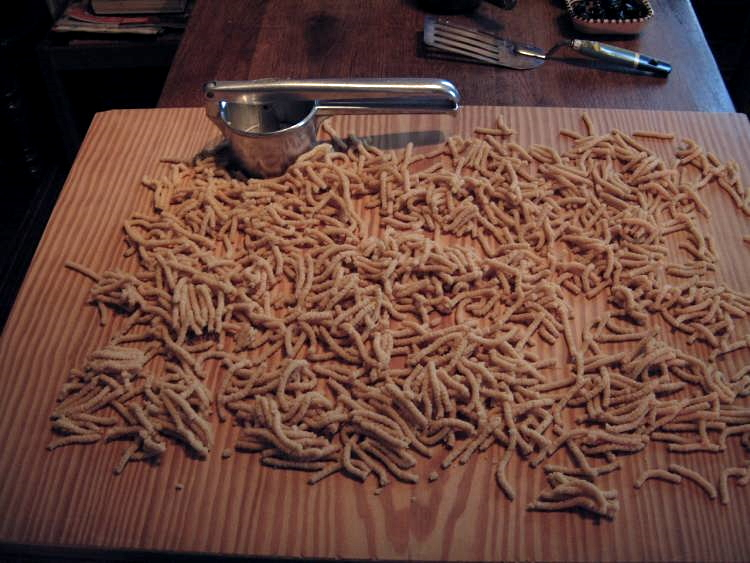
Passatelli prima della cottura.

#### Sughi per la pasta
- Ragù romagnolo. Quello più tradizionale comprende carne macinata mista bovina-suina. Il soffritto è di cipolla, carota e sedano su base di olio d'oliva con passata di pomodoro; l'aggiunta di vino è saltuaria. Varianti: burro invece di olio (specialmente con la pasta verde), salsiccia sbriciolata invece del macinato suino, aggiunta di poco salame o prosciutto, pancetta o lardo come base di grasso.[32]
- Ragù con fegatini, come il precedente ma con aggiunta di fegato di pollo. Talvolta si aggiungono altri raguiàmi (frattaglie di volatili) come cuore, rognoncini, granelli (testicoli di gallo)[33].[34]
- Ragù di salsiccia, con sole cipolla, pomodoro e salsiccia.
- Ragù coi piselli, ragù di carne con aggiunta di piselli. Adatto alle tagliatelle.
- Sugo di pomodoro, con lo stesso soffritto del ragù, senz'alcuna erba aromatica (mai il basilico, nella tradizione); fino alla fine del Novecento si aggiungeva in molte case la speziarìa, una miscela polverizzata con cannella e minori quantità di chiodo di garofano e noce moscata, venduta già pronta nelle drogherie (“quattro spezie“).
- Sugo di strigoli (silene vulgaris), a base di cipolla, pomodoro e strigoli; adatto a tagliatelle e strozzapreti.
- Sugo di piselli e sugo di asparagi, di soffritto e pomodoro con aggiunta della verdura di stagione; adatti alle tagliatelle.
- Sugo di funghi, utilizzando soprattutto prugnoli, finferli, balute e porcini raccolti in alta collina e montagna.

#### Brodo
- Brodo di carne. Può essere a base di un taglio di bovino, oppure di gallina, pollo o - nelle occasioni importanti - cappone, ma spesso si preferisce il brodo tagliato (misto bovino-pollo). Molto tradizionale è il brodo di ossa suine, quando si "smette" (macella) il maiale in casa. Alla carne si aggiungono sedano, carota, pomodoro e cipolla. A volte si unisce chiodo di garofano inserito nella cipolla. Nel riminese talvolta si introduce un ramettino di finocchio selvatico all'interno della gallina. A volte si aggiunge in cottura una scorza di parmigiano, che conferisce il caratteristico sapore, simile a quello assunto dal brodo contenente il salame matto o in cui sono stati cotti i passatelli.
- Brodo matto. È la base della preparazione della minestra vedova (mnestra vedva)[35]. È una sorta di imitazione del brodo classico, tipico della cucina di tutti i giorni, ottenuto versando il battuto (cipolla, carota, sedano soffritti in lardo o olio d'oliva) nell'acqua in cui si è appena cotta una pasta come quadrettini, mofrigoli, puntarine o tagliolini.[36]
- Brodo di pesce, ottenuto con pesci poco adatti ad altri usi per avere molte spine (paganelli, zanchette, galere) lessati, con sedano-carota-cipolla fino a guastarsi, passando il tutto attraverso un colino; vi si cuociono quadrettini o mofrigoli e talvolta i passatelli.[37]

#### Primi in brodo
- Cappelletti: hanno un ripieno (compenso) a base di un miscuglio di formaggi diversi, come ricotta, raviggiolo, casatella, formaggio bazzotto e - immancabilmente - parmigiano, legati con uovo, con odori di noce moscata e scorza di limone grattugiata; l'aggiunta di un po' di carne, solitamente magro di maiale, è occasionale; tradizionalmente preparati in brodo di carne (possibilmente di cappone). Nella zona di Cesena, nelle occasioni importanti, al posto della scorza di limone grattugiata si mette cedro candito tritato[38]. Nella zona di Lugo il ripieno è di formaggio morbido campagnolo, parmigiano, uovo e noce moscata. Ad Alfonsine è di solo parmigiano, uovo e noce moscata. A Cattolica e zone vicine il ripieno tipico è un po' diverso: a una base di formaggi (parmigiano e ricotta) si aggiunge un misto di carni (petto di cappone o pollo, vitello, maiale) rosolate con odori e tritate, unendo talvolta mortadella, sempre speziato con noce moscata e scorza di limone grattugiata. Dalla fine del Novecento i cappelletti si cucinano spesso anche asciutti, con ragù di carne. L'Artusi li propone con ricotta, raviggiolo, parmigiano e petto di cappone cotto nel burro, su sfoglia tagliata a dischi[39]; in realtà quasi sempre la si taglia a quadri. Immancabili a Natale e nelle occasioni importanti.[40][41][42]
- Passatelli, caratteristici cordoncini ricavati da un morbido impasto di parmigiano, uovo e pangrattato - l'Artusi usa anche il midollo di bue, ma oggi questo utilizzo è raro - con odori di noce moscata e scorza di limone, e sono ottenuti spremendolo con l'apposito ferro forato, e tuffati nel brodo di carne bollente. Al parmigiano molti aggiungono una parte di formaggio di fossa. Da qualche decennio si preparano anche asciutti con i sughi più diversi (anche di pesce).[43][44][45]
- Tagliolini, si servono tradizionalmente in brodo di carne, ma si cucinano spesso anche asciutti, specialmente, sulla riviera romagnola, nella preparazione "allo scoglio" o con le canocchie.[46]
- Pappardelle, sorta di tagliatelle, più larghe e col bordo seghettato (ottenuto tagliandole con un'apposita rotella detta speronella); secondo la tradizione si cucinano in brodo di carne, ma a partire dalla fine del Novecento si preparano spesso asciutte, come le tagliatelle
- Spoja lorda o mnestra pina o minestra imbottita. Il ripieno si spalma su una mezza sfoglia che poi viene ricoperta dall'altra metà e dopo averla schiacciata un po' col matterello, passando la spronella viene tagliata a quadretti, oppure a strisce (tagliatelle imbottite).[47]
- Maltagliati o puntarine: a forma di losanghe o lunghi triangoli irregolari, vengono spesso realizzate utilizzando i ritagli della sfoglia rimasti dopo altre preparazioni (tagliatelle, cappelletti): vengono cotte tradizionalmente in un brodo di fagioli
- Patacucci, giugetti,  gnezz: quadrucci o rombi di pasta di farina mista frumento-mais, solitamente senza uova, cotti in brodo di fagioli, o di ceci e patate[48]
- Mofrigoli o manfrigoli o monfettini o grattini o battutini: cubetti fini e irregolari ottenuti da un panetto di pasta - tradizionalmente senza uova - tagliando fette sottili e tritandole a coltello; altrimenti il panetto può anche essere passato sulla grattugia (da cui il termine grattini).[49]. Fra le tante minestre in cui si utilizzano, una specialità tradizionale dell'intera Riviera romagnola, ancora molto diffusa, è costituita dai manfrigoli con le seppie[50].
- Mondellini pesti (Imola): a differenza dei mofrigoli, questi granellini sono ottenuti sfregando l'impasto con le dita e hanno quindi forma tondeggiante.
- Buzéga (Cesena e valle del Savio), minestrone di riso o pasta, con lardo soffritto, fagioli, patate e castagne arrostite sbriciolate.[51]
- Minestra del Paradiso, o minestrino o tardura: stesso impasto dei passatelli ridotto a piccoli grumi e gettato nel brodo.
- Zuppa imperiale ottenuta da un impasto a base di uova, parmigiano e semolino cotto nel forno, tagliato a cubetti ed immerso in un brodo di carne.
- Minestra nel sacco: simile alla zuppa imperiale, ma con l'impasto viene formato una sorta di salame, avvolto in una tela e legato, bollito nel brodo, tagliato a quadretti e servito nel brodo stesso.[52]
- Riso imbragato o riso in brodo con l'uovo (mnestra imbragheda): al riso in brodo si aggiunge un uovo sbattendo, e parmigiano grattugiato; spesso lo si fa se il brodo è un po' povero (ad es fatto solo con ossa), o se il riso è cotto in sola acqua (e allora si insaporisce aggiungendo anche un po' di burro)[53]
- Minestra con i piselli, quadrettini in brodo matto il cui battuto comprende anche piselli[36]
- Quadrettini con gli spinaci: quadrettini cotti in brodo matto di spinaci tritati, pomodoro e soffritto di cipolla; anche con gli strigoli al posto degli spinaci.[54]

### Piatti di mezzo
- Fritto bianco: semolino di grano cotto nel latte, rassodato, tagliato a rombi, passato nell'uovo e nel pangrattato e fritto[55]
- Fritto nero: fegatini e altre frattaglie passati nell'uovo e nel pangrattato e fritti[55]
- Tortelli fritti (Verghereto, Bagno di Romagna), quadrati (4-5 cm), di sfoglia sottile, di farina impastata con metà uova e metà acqua e talvolta tinta di verde con spinaci. Coi bordi saldati a speronella, hanno due tipi di ripieno: patate o spinaci con ricotta, unendo parmigiano e noce moscata; vengono fritti (diversamente dai conterranei tortelli alla lastra)[56].
- Salame matto o salame di Bologna (pin a Faenza): con lo stesso impasto dei passatelli si confeziona un "salame", lo si avvolge in un telo di cotone poi legato, lo si cuoce nel brodo di carne (che ne risulta molto insaporito) quindi si serve tagliato a fette, assieme al bollito; spesso viene lessato senza telo, ma tende a guastarsi. Il pin di Faenza contiene anche mortadella.[57]
- Migliaccio di grano (Bagno di Romagna): torta salata al formaggio pecorino.[58]

### Secondi

#### Carne
- Arrosto alla romagnola. Si utilizza pollo o galletto o faraona o coniglio (anche misto pollo-coniglio) rosolato a pezzi con molta cura, nello strutto o nell'olio d'oliva, con aglio e rosmarino, in padella o tegame largo e basso. Si uniscono, talvolta, patate a spicchi oppure pomodori a pezzi. La preparazione somiglia quindi a quella del pollo in potacchio marchigiano. Ancora oggi molto diffuso, presente nei menù delle trattorie popolari, fino agli anni sessanta costituiva il piatto forte del pranzo domenicale nelle famiglie. Qualche ricettario lo chiama "alla cacciatora" ma si tratta di un'espressione del tutto ambigua, utilizzata in Romagna e in altre regioni per indicare ricette completamente diverse fra loro.[59][60][61]
- Grigliata mista, comprendente insieme braciole di lombo e di coppa di maiale, pancetta, salsiccia e castrato (fette di coscia di montone); tipicamente accompagnata da pomodori e melanzane gratinate, talvolta grigliati insieme.
- Zucchine ripiene: si utilizzano preferibilmente quelle della varietà zucchino di Faenza[62], corte, chiare e leggermente clavate. Vengono svuotate dell'interno tramite un apposito scavino, riempite con un impasto di aglio, prezzemolo, parmigiano e pangrattato o mollica (nel riminese spesso anche mortadella tritata) e rosolate in padella. Tipicamente, nel corso della cottura, in solo olio d'oliva, ogni zucchina viene ruotata leggermente per 6-7 volte, in modo da colorare bene l'intera superficie. Alcuni invece preferiscono una cottura in umido, con sugo di pomodoro[63]. Possono anche essere cotte in forno.[10][64]
- Lonza al latte (Ravenna)
- Bagiana o bazzana o umido con le fave: spezzatino di carne bovina cotto in umido con pancetta, cipolla, sugo di pomodoro e fave fresche (o piselli e fave insieme)[65]; nelle famiglie povere veniva preparata spesso, ma senza spezzatino. Da non confondere con la bagiana marchigiana, un umido a base di fave e bietole[66].
- Coniglio in porchetta: disossato, arrotolato con aglio e finocchio selvatico, legato e arrostito in forno.[67]
- Cotoletta coi piselli: prima fritta poi passata in umido con pomodoro e piselli; la cotoletta in umido, insolita altrove, compare anche nella cucina emiliana.[68]
- Salsiccia e olive (area riminese): olive fresche vengono aggiunte in padella alla salsiccia in cottura, senza altri condimenti.[69]
- Trippa, stufata con battuto, conserva di pomodoro e fortemente aromatizzata con scorza di limone, cannella e chiodi di garofano; immancabile il parmigiano grattugiato nel piatto.[70][71]
- Goletta con l'aglio (Montefeltro, Rimini, Cesena), fettine di guanciale (o pancetta) saltate in padella con aggiunta di aglio fresco e sfumate con un po' di aceto.[72][73]
- Figadét, fettine di fegato di maiale avvolte nella rete (omento) e fritte in padella o arrostite griglia.[74]

#### Pesce
- Rustida, pesce vario cotto alla griglia dopo averlo ricoperto di "panatura", una marinata di aglio, prezzemolo, olio e pangrattato[75]
- Brodetto di pesce; rispetto agli altri dell'Adriatico presenta alcune particolarità. Il soffritto è di aglio e prezzemolo o di aglio e cipolla insieme. Viene aggiunto aceto (qualcuno usa metà vino e metà aceto) che evaporando perde acidità. I prodotti del mare utilizzati sono i più diversi: rana pescatrice, triglia, scorfano, mazzola (gallinella), suro, cagnolo (palombo), pesce ragno (tracina), boca in chev  (pesce prete), sardoni, granchi, scampi, gamberi, vongole, pidocchi (cozze). Oltre a questi, a Porto Corsini e Cervia è immancabile la seppia, che per il maggiore tempo di cottura è inserita inizialmente da sola. Dai lidi ravennati fino a Cesenatico è d'obbligo il boratello. A Cesenatico si mette immancabilmente la canocchia, che invece viene solitamente esclusa nell'area Rimini-Cattolica. A Cesenatico e Bellaria a volte si aggiunge anche scorza di limone. Alcuni rinforzano il sapore con acciuga conservata, dissalata. A Cattolica spesso si rinforza il bagnetto con brodo di teste e lische preparato a parte. Nel brodetto si inzuppa poi pane tostato oppure fritto. A Cervia si prepara anche una versione piuttosto densa per unirvi fette di polenta. Le differenze sono quindi parecchie, sia territorialmente, sia a seconda delle opinioni.[25][76][77]
- Seppia coi piselli[78]
- Sarde in cotoletta (Cervia), diliscate, passate nell'uovo poi in un misto di farine di grano e mais, e fritte.
- Canocchie gratinate: è un piatto a base di canocchie, generalmente servito come antipasto o come seconda portata. Per la preparazione si apre il guscio superiormente e si inserisce pangrattato, aglio, prezzemolo e olio d'oliva. Successivamente vengono cotte alla griglia, al forno o al tegame[79]
- Piada, sardoncini, e cipolla (Rimini, Cattolica); alici grigliate racchiuse in una piada ripiegata che racchiude cipolla tagliata finissima e spesso anche radicchio.
- Baccalà con le patate[79]
- Baccalà con le cipolline (Cesena), in umido con cipolle piccole intere o scalogno.
- Baccalà con patate e cipolline (Cesena, Rimini), ricetta "ibrida" delle due precedenti.[80]
- Aringa con cavolo (Rimini, Cattolica), immancabilmente con la piada.
- Lumachini di mare in umido (Cattolica, Rimini): dopo averli "sculati" (con una pinza si rompe la punta di ogni conchiglia) e lavati si cuociono in un sugo di olio d'oliva, pomodoro e vino, aggiungendo finocchio selvatico, aglio e scorza di limone. Si servono con uno stecchino per estrarli dal guscio oppure, più "selvaggiamente", si aspirano direttamente dal guscio, in modo inevitabilmente rumoroso (di qui il termine popolare di "baci"). Allo stesso modo si cucinano i garaguli (piedi di pellicano), e in modo simile i bogoli e le raguse (murici); queste ultime però richiedono una bollitura iniziale a parte.[81][82]

#### Uova
- Uova in umido coi piselli (Rimini), con sugo di cipolla, aglio, prezzemolo e pomodoro[83]

#### Salumi
- Zambudello, salsiccia matta, ciavàr (Bagno di Romagna, S. Sofia), simile alla salsiccia, ma contenente carni meno pregiate, quali lingua, ritagli della testa, cuore, coda, orecchie e altre frattaglie, con aromi di aglio e pepe; si cucina fresco o si fa stagionare. Nella zona di S. Sofia è aromatizzato anche con del sangiovese e prende il nome ciavàr.[84]
- Bël e cöt (Russi), simile al cotechino ma più pregiato per la presenza, oltre a cotica e lardo, di ritagli di carni magre[85]
- Salame romagnolo, con parte del lardo non macinato, ma tagliato a dadini, e parte del pepe a chicchi interi[10].
- Salame sotto cenere: coperto di cenere di legna, stagiona anche molto a lungo senza asciugarsi troppo e acquista ulteriori aromi.[86]
- Gota o goletta, guancia del maiale tagliata a triangoli o trapezi, messa sotto sale poi appesa ad asciugare per un mese.[84]
- Coppa: nel cesenate la coppa di collo viene aromatizzata fortemente con chiodi di garofano interi e cannella.[87]

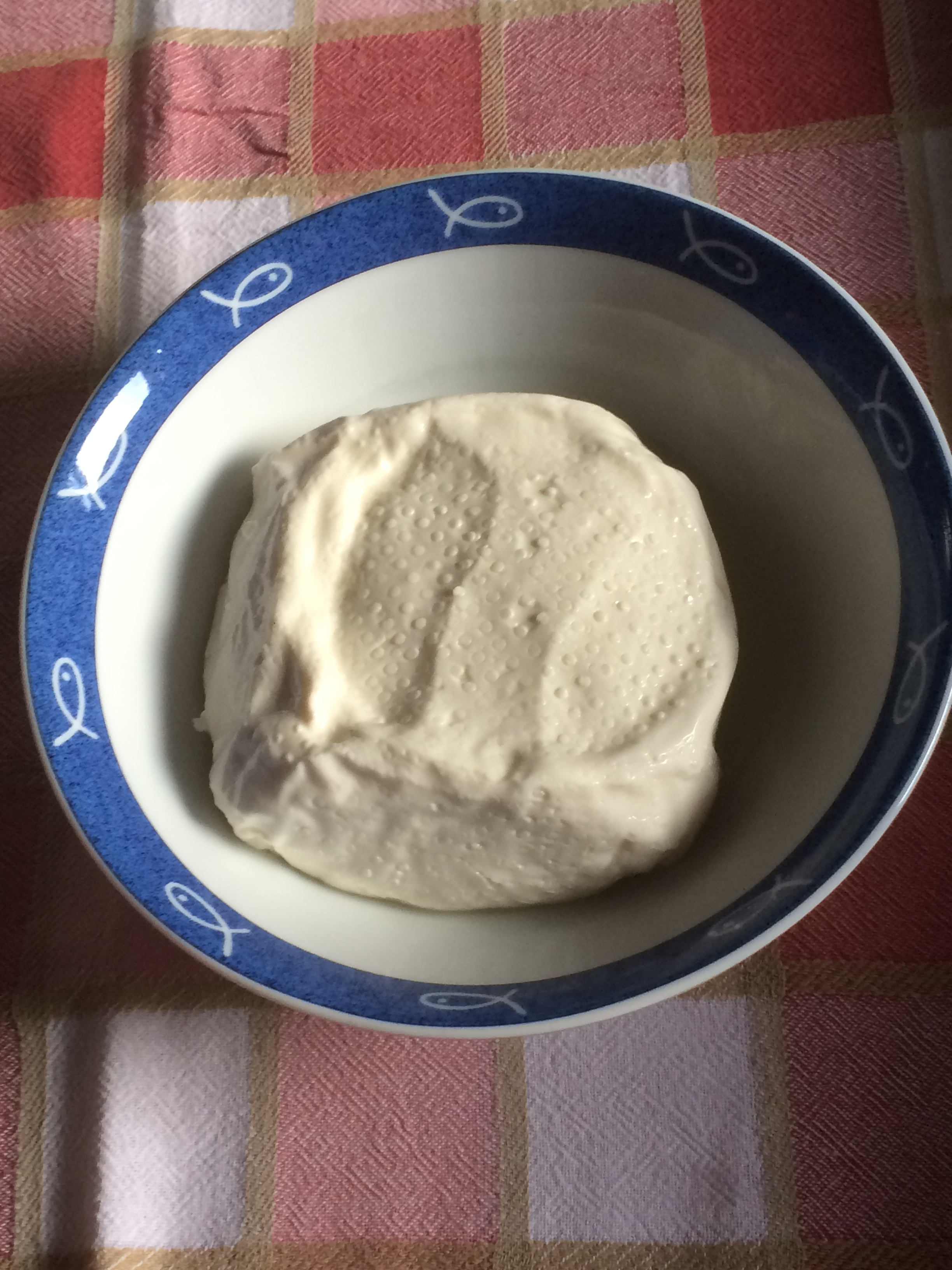
Squacquerone

#### Formaggi
- Squacquerone (o squacquarone): di latte vaccino crudo, senza maturazione, di consumo immediato; liquescente, bianco tendente al madreperla, dolce con qualche sentore acido.[88] Spalmabile, viene apprezzato sulla piadina ed è usato nel compenso dei cappelletti.[89]. L'abbinamento squacquerone-rucola (come anche squacquerone-fichi caramellati) è un luogo comune lanciato dai ristoratori alla fine del Novecento ma al di fuori della gastronomia tradizionale romagnola[90].
- Casatella romagnola: di latte vaccino pastorizzato, con stufatura a freddo e stagionatura di solo qualche giorno; di colore bianco avorio, sapore dolce e un po' acido.[91]
- Raviggiolo: di latte vaccino crudo prodotto senza rompere la cagliata, scolando la massa su cestini (tradizionalmente su felci) e salandola in superficie; di consistenza tenera, sapore delicato e leggermente burroso; tipico della zona montana, anche nel versante toscano, con produzione da ottobre a marzo.[92]
- Formaggio di fossa, prodotto a Sogliano e Talamello (DOP), e a Mondaino: prodotto a partire da forme di formaggio vaccino, pecorino o misto che, dopo una maturazione all'aria di circa 20 giorni, vengono chiuse in sacchi di tela che sono deposti per tre mesi, stretti fra loro, in fosse sotterranee sigillate, e alla sfossatura ciascun pezzo risulta di forma irregolare. Di colore variabile da ambrato a pastello, pasta dura, sapore molto intenso e del tutto particolare,[93] è oggi usato al posto (o in aggiunta) del parmigiano nei piatti più diversi (nei passatelli e sulla pasta), e molto apprezzato negli aperitivi. In passato era il sostituto del parmigiano nelle tavole delle famiglie povere, che potevano produrlo da sé.Formaggio di fossa di Sogliano

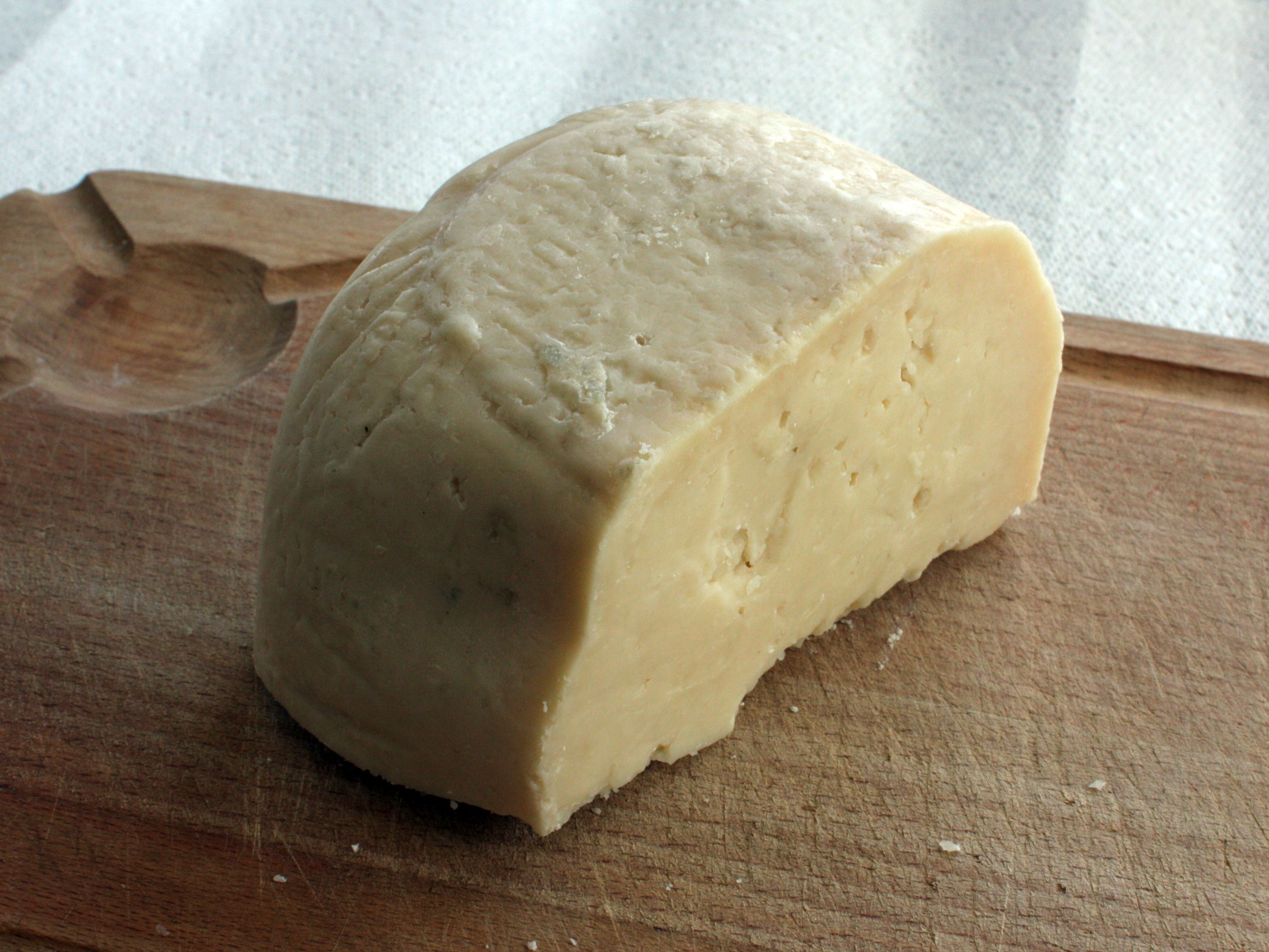
Formaggio di fossa di Sogliano

- Pecorino del pastore, da latte ovino crudo, con stagionatura da 15 giorni a qualche mese, ungendo la superficie con olio di oliva. Talvolta viene ricoperto di foglie di castagno o di vinacce. Ha sapore fragrante, più dolce rispetto agli altri pecorini.[94]
- Pecorino in foglia di noce (Appennino cesenate e riminese): acquisisce aroma e colorazione particolari; diffuso anche nelle province confinanti di Pesaro e Arezzo[95].
- Formaggio bazzotto[96], di latte vaccino o talvolta misto pecorino-vaccino, le forme rotonde vengono lasciate all'aria dai 15 ai 40 giorni; può presentarsi bianco e molto tenero se poco stagionato, oppure di colore paglierino, sodo e con una sottile buccia se più stagionato (in questo caso viene talvolta chiamato bucciato).[97]
- Ricotta romagnola, a Fratta Terme (Bertinoro) ancora oggi preparata in molte case con latte (o panna e latte) utilizzando come agente di coagulo le acque salsobromoiodiche della fonte locale.[98]

### Contorni
- Pomodori e melanzane impanati (gratè), a metà, riempiti di aglio, prezzemolo, pangrattato e talvolta parmigiano, cotti in padella o al forno o alla griglia[10]; al posto del prezzemolo alcuni usano rosmarino, altri (in certe zone del riminese) finocchio selvatico. Accompagnano abitualmente le grigliate di carne.
- Fricò o frizai (frizaglio, in provincia di Ravenna), versione romagnola della ratatouille, contiene patate oltre che cipolle, melanzane, zucchine, peperoni; oltre che come contorno è usato sulla piadina o come ripieno dei crescioni[99]
- Fagioli in giubbalunga, stufati con pancetta, cotiche, salsiccia, coste[100]
- Gobbi (cardi) in umido, lessati e poi stufati con aglio e pomodoro; oppure stufati in bianco con aglio, infine spolverizzati di parmigiano.[101]
- Gobbi in umido con salsiccia.[102]
- Gobbi fritti: lessati, passati in uovo e pangrattato poi fritti.[103] Una variante è descritta dall'Artusi (ricetta 166 - Fritto di cardoni)[104]
- Radicchi con i bruciatini, conditi con pancetta rosolata e il suo grasso caldissimi[105]
- Fagiolini dell'occhio con pomodorini, stufati con aglio e pandurèn,  pomodorini in grappoli tenuti appesi ad appassire nel portico delle case contadine[106]
- Olive nel padellino, fresche, cotte aggiungendo solo pochissima acqua, uno spicchio d'aglio e sale; il sapore è intenso e amaro ma questo piatto semplice e tradizionale è stato sempre apprezzato da una consistente nicchia di estimatori.

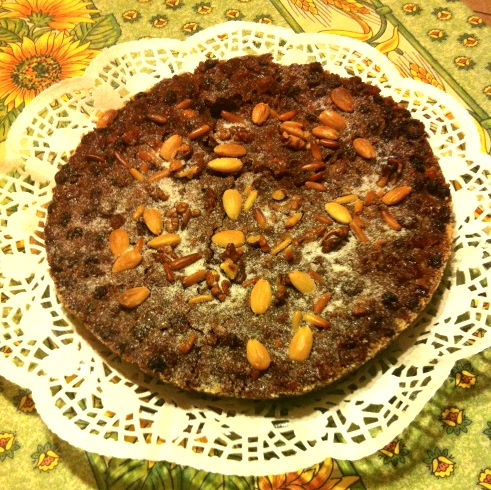
Miacetto

### Dolci e dessert
- Bracciatello cesenate, biscotto dolce molto leggero e friabile a forma di ciambellina appiattita, tradizionalmente offerto in occasione di nascite e cresime.[107][108]
- Bombolone romagnolo, a differenza di analoghi bomboloni o bombe della Toscana e del Lazio, ha pasta molto lievitata e cava (col tempo tende a sgonfiarsi) e viene riempito, tradizionalmente, solo di crema aromatizzata al limone; immancabile in ogni stabilimento balneare della riviera romagnola, dove viene consumato a metà mattina dopo la nuotata.
- Bustreng (valle del Savio, valle del Rubicone, Carpegna), torta bassa non lievitata, con farine miste, mele, pere, fichi secchi, scorze di agrumi, noci, mandorle, miele, zucchero, parmigiano; ne esistono molte varianti, alcune salate e con meno ingredienti
- Caffè in forchetta (alta valle del Bidente), budino a base di uova e caffè[109]
- Castagnaccio o baldino[110], a base di farina di castagne, uvetta e pinoli
- Cantarella, sorta di crêpe di farina mista frumento-granturco, cotta sulla piastra e condita con olio e zucchero[111]
- Casadello o latteruolo, dolce a base di latte e uova cotto al forno entro un cestino di pasta matta (acqua e farina)[112][113][114][115]
- Castagnole, frittelline sferiche che costituiscono il dolce più diffuso durante il Carnevale, talvolta bagnate con l'alchermes, o ripiene di crema pasticciera[116]
- Caterine o bambuzéne (Ravenna), biscottini dedicati a S. Caterina, prodotti e consumati in novembre, e amati dai più piccoli. Sono di pasta frolla ricoperta di cioccolato fondente e zuccherini colorati; molto curati nella forma, rappresentano una bimba (per le femmine) o un galletto (per i maschi)[117]
- Ciambella, unica ciambella italiana senza il buco, ha forma di filone (simile a una lingua), ed è a base di farina, zucchero, strutto e poche uova (è un dolce povero), con scorza di limone come aroma; utilizza lievito chimico (anticamente cremor di tartaro e bicarbonato, oggi pirofosfato di sodio); le fettine si mangiano come biscotti bagnandole nel latte o nel vino, o si utilizzano per la zuppa inglese.[118]
- Ciambella alla ricotta: versione più ricca che prevede una consistente dose di ricotta fresca fra gli ingredienti. Ha solitamente forma circolare venendo cotta in una tortiera.[119][120][121]
- Ciambellone (prov. di Rimini), di provenienza marchigiana, a differenza della ciambella è tondo e col buco, ed è più leggero e ricco.
- Ciaramine (Cattolica e Valconca), piccole ciambelle di farina, zucchero e uova, tuffate brevemente in acqua bollente prima della cottura in forno, infine bagnate di alchermes; tradizionali in occasione della Cresima.[122]
- Cocciaroli, castagne secche bollite nel vino[123]
- Crema fritta, crema pasticcera rassodata e trattata come il fritto bianco[124]
- Dolce di san Michele (Bagnacavallo): base di pasta frolla coperta con panna, gelatina di frutta o colla di pesce, e un'accurata decorazione geometrica di mandorle, noci, nocciole, pinoli.
- Dolce mattone (Lugo), diffuso in Emilia ma tradizionale anche in alcune zone della Romagna, a base di biscotti inzuppati di caffè e liquore Sassolino alternati a crema al burro. È descritto ne La scienza in cucina e l'arte di mangiar bene di Pellegrino Artusi ("Dolce torino" - ricetta n. 649).
- Fave dei morti, biscotti tondi di mandorle con semi di anice[125]
- Fischietto di San Giovanni (Cesena) di zucchero caramellato e solidificato tinto di rosso vivo, rappresenta una paperella. Cavo all'interno e opportunamente sagomato, è anche un fischietto; dagli inizi del Novecento è il simbolo della Fiera di san Giovanni a Cesena[126]
- Focaccia dolce (Bagno di Romagna-S. Piero), torta leggera simile al pan di Spagna, soffice pur senza lievito grazie all'uso di chiara d'uovo montata a neve.[127]
- Frittelle di riso, di farina, zucchero, uovo e riso cotto nel latte[128]
- Fusaie (Modigliana, Tredozio, Ravenna): biscotti rotondi di farina, zucchero, semi di anice e ammoniaca (senza uova)[129]. Diffuse anche nelle zone della Toscana confinanti (Mugello, Casentino).[130]
- Gialletti (piadotti), biscotti di farina di granoturco[131]
- Gnoccarini (Bagno di Romagna - San Piero), dolcetti simili alle castagnole, scottati in acqua bollente prima di essere fritti.
- Latte brulè, budino di latte, uova e zucchero, aromatizzato con vaniglia. Si differenzia dal crème caramel in quanto il latte viene inizialmente cotto a lungo a fuoco basso finché non si riduce alla metà.[132]
- Mandorlato al cioccolato, dolce a base di cacao, mandorle, scorze di cedro e arancia un po' simile al panforte, creato alla fine dell'Ottocento da un pasticcere di Modigliana e tuttora prodotto nella cittadina.[133]
- Mandorlotti (Gambettola, Gatteo, Sala di Cesenatico) biscotti a base di zucchero, mandorle e chiara d'uovo[23]. Simili nella preparazione ai petit four italiani, da cui si differenziano unicamente per la superficie rotonda non sfaccettata e per la presenza al centro solo di una mandorla e non di frutta candita o nocciola.
- Miacetto (Cattolica), dolce natalizio non lievitato a base di cruschello, miele e olio d'oliva con noci, mandorle, pinoli, uvetta e scorze di agrumi
- Migliaccio (miaz, burléngh), sorta di budino a base di mandorle, cioccolato, saba, zucchero, pangrattato e sangue di maiale (oggi in disuso)[134]
- Mistocchine, frittelle di farina di castagne, diffuse nel ravennate ma anche nel bolognese e nel ferrarese[135]
- Moretto in camicia (Dovadola, Castrocaro), dolce al cucchiaio tradizionale con cioccolato fondente, burro, rossi d'uovo, chiare montate a neve, biscotti inzuppati di maraschino, ricoperto di crema oppure panna[136]; da non confondere, nonostante qualche vaga somiglianza, col viennese Mohr im hemd ("moro in camicia").
- Mostaccioli, da mosto addizionato con farina e addensato sul fuoco, rassodato, tagliato a losanghe e passato in forno[137]
- Pagnotta di San Martino (Monte Colombo), pane lievemente dolcificato e arricchito con noci e uva, caratteristico del piccolo borgo nelle colline del riminese.[138]
- Pagnotta pasquale (Cesena e Valle del Savio), grossa pagnotta ottenuta a partire da pasta da pane già lievitata aggiungendo un po' di zucchero, uovo e uvetta; povera e poco dolce, si consuma assieme al salato (uova sode, tradizionalmente il giorno di Pasqua, con quelle benedette)[139]
- Pan speziale (Faenza), dolce natalizio a base di farina, noci, mandorle, fichi secchi, miele e saba.[140]
- Pane dei cacciatori (Valconca e zone vicine), sottili biscotti ricavati da una pasta dolce lievitata, aggiungendo uvetta,  mandorle e semi di anice, arrotolandola in un panetto che viene passato in forno, tagliato a fettine che vanno nuovamente infornate
- Panina pepata (alta Valle del Savio), pagnottina a base di pasta di pane arricchita con uova, scorza di arancio e limone, e molto pepe, tipica delle festività pasquali.
- Panina dolce (Santa Sofia, alta Valle del Savio), pagnottina a base di pasta di pane arricchita con uova, zucchero, uvetta, scorza di arancio e limone, tipica delle festività pasquali.
- Panza (Civitella di Romagna) torta contenente cacao, marmellata di fichi, scorze di agrumi, mandorle e caffè[141].
- Pastine grasse (Casola Valsenio): biscotti tradizionali di pasta frolla ricoperti di una glassa di mandorle, chiara d'uovo e zucchero.[142]
- Pesche dolci: gusci di pasta frolla riempiti di crema pasticcera, bagnati di alchermes e coperti di zucchero semolato a imitazione di piccole pesche.[143]
- Piada dei morti (Rimini), torta lievitata arricchita con uvetta, pinoli, mandorle, noci, preparata tradizionalmente all'inizio di novembre, da cui il nome.[144]
- Piadina della Madonna del Fuoco: torta lievitata a base di farina, zucchero, uova e burro aromatizzata con anice, preparata a Forlì per la festa della Madonna del Fuoco.[145][146]
- Piadina dolce (chiamata gudàia in Valconca), all'impasto della piadina si aggiungono zucchero, uova e scorza di limone grattugiata (oppure anice o vaniglia); viene tagliata a spicchi prima della cottura.
- Piada bufona (piè bufona, Russi), focaccia bassa di farina e lievito da pane arricchita con zucchero, scorza di limone e uva (fresca o passita).[147]
- Pere volpine al sangiovese, cotte al forno, o al tegame, con vino (sangiovese o cagnina), miele o zucchero, cannella, chiodo di garofano.[148]
- Pinza o bensone (Ravenna, Forlì), stesso impasto della ciambella coperto di uno strato di mostarda romagnola o marmellata, arrotolato e cotto in forno; diffuso anche nel bolognese.[149] In Emilia invece il termine bensone indica l'equivalente della ciambella romagnola.
- Porcospino (Mercato Saraceno), caratteristico dolce al cucchiaio a base di burro, zucchero, rossi d'uovo e caffè rivestito di aghi di mandorle e accuratamente modellato a forma di porcospino.[150]
- Ramerone (Pianetto di Galeata), budino con uova, zucchero, cacao, rum, aroma di menta, caramello, cotto in forno.
- Ramine o rame o zuccherini degli sposi (Casola Valsenio), zuccherini contenenti alchermes, rosa e dalla singolare forma a E, diffusi anche nella confinante area Toscana.[151]
- Sabadoni, tortelloni dolci ripieni di saba (o mostarda romagnola) e castagna bollita; vengono fritti o cotti sulla teglia o al forno; solitamente non vengono chiusi completamente, e presentano il caratteristico "occhio" da cui si intravede il ripieno.[152][153]
- Scroccadenti, biscotti simili ai cantuccini toscani, ma più grandi.[154]
- Sugali (Ravenna, Faenza), piccoli budini ottenuti addensando mosto d'uva (preferibilmente uva fragola) con farina di grano e di granoturco (Ravenna) oppure farina di grano e pangrattato (Faenza), unendo semi di anice.[155]
- Tagliatelle fritte: la stessa sfoglia per la pasta viene cosparsa di zucchero e scorza di limone o arancia grattugiata, arrotolata stretta, tagliata in rotelline che vengono fritte; tipiche del Carnevale.[156]
- Topini (Ravenna e Bagnacavallo), simili alle castagnole, tradizionali del carnevale, sono ottenuti da un impasto aromatizzato col marsala e più fluido cosicché, una volta versato a cucchiaiate nell'olio caldo, si formano palline che presentano la caratteristica codina (da cui il nome).[157]
- Torta degli sposi (Imola), con farina, zucchero, uova, ricotta, mandorle, amaretti e cedro candito.[158]
- Torta delle zitelle (Cervia) a base di pasta frolla, con marmellata di more, pinoli, pan di Spagna, rosolio, crema frangipane.[159]
- Torta di marroni (Marradi, Palazzuolo sul Senio), a base di purea di marroni, uova, zucchero, latte, rum, alchermes entro un cestino di sfoglia di farina e burro; a Palazzuolo si aggiunge anche cacao.[160]
- Torta ricciolina (torta di tagliatelle), tagliatelle messe crude in una teglia imburrata con mandorle, burro e zucchero e poi passate in forno.[161]
- Tortelli di castagne o capaltàz (Appennino faentino e imolese); in origine erano di sfoglia matta (senza uova) con ripieno di castagne bollite e mostarda, bolliti e conditi con olio d'oliva e pepe. Successivamente si sono evoluti in dolcetti, con sfoglia di pasta frolla, ripieno più ricco (aggiungendo noci, cacao e altro), e cotti in forno[162][163]. Famosi i Tortelli di San Lazzaro, tipici di Faenza: sfoglia dolce ripiena di castagne lessate, cioccolato, marmellata, canditi; hanno forma allungata e vengono cotti in forno[164]
- Zuccarini (Bagno di Romagna-S. Piero), tradizionali delle feste pasquali; ricavati da un impasto di farina, uova, zucchero, hanno foma di ciambellina e assumono un aspetto particolare grazie a opportuni piccoli tagli sulla superficie; vengono lievitati, tuffati brevemente in acqua bollente e cotti in forno.
- Zuccherini, biscotti realizzati con lo stesso impasto della ciambella, tradizionalmente rettangolari e ricoperti di zucchero in granella o penellati con uovo sbattuto; si sono poi raffinati introducendo burro al posto dello strutto, codine colorate come copertura, e tagliandoli con stampini dalle forme più fantasiose.[165][166]
- Zuppa inglese, tradizionalmente preparata usando fette di ciambella al posto del pan di Spagna.

### Panetteria

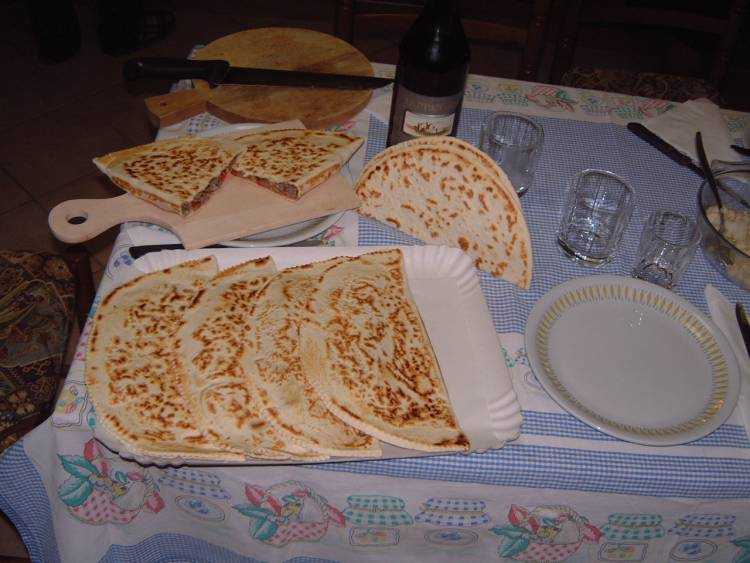
Crescioni

- Bartolaccio (Appennino forlivese), come il tortello alla lastra, ma richiuso a mezzaluna
- Bracciatello, legato alla Pasqua, è un anello a base di farina e uova, passato prima in acqua bollente, poi in forno; talvolta contiene un uovo sodo al centro. Diffuso nell'area da Faenza a Forlì e nella zona del Riminese prossima alle Marche.[167]
- Brazadel d'la cros (Castel Bolognese), tradizionalmente di farina e acqua senza uova, ha forma di anello con una croce all'interno.[168]
- Crescione (consone, cascione, cassone), disco molto sottile di pasta da piadina ripiegato a metà su un ripieno di erbe di campo (rosolaccio o crespigno) condite, saldato ai bordi e cotto sulla teglia
- Guscione fritto (Mercato Saraceno, Sarsina), crescione ripieno con erbe o con zucca e patate, fritto nello strutto.[169]
- Miazzola (valle del Santerno), sorta di crêpe di acqua e farina, fritta in una padella unta di strutto, molto simile alla cantarella; consumata da sola o con salumi, oppure portata in tavola come sostituto del pane.
- Micca o mecca (pinza nel riminese), pane povero di farina di solo granoturco, talvolta nobilitato con l'aggiunta di acini di uva nera[170]
- Panotto, pane di farina mista frumento-granoturco (mistura), spesso arricchito con uva
- Pansanto (alta Valle del Savio), fette di pane raffermo bagnate con uovo e latte, poi fritte; tradizionale nel giorno di Ognissanti.
- Piada o piadina, focaccia sottile di farina di grano tenero, acqua, lievito e strutto cotta tradizionalmente su una teglia (testo) di terracotta. Nell'area riminese è molto più sottile, senza lievito e flessibile. Si presenta nelle varianti di piada fritta a seconda delle località e delle abitudini. Può essere realizzata con impasto da pane (come lo Gnocco fritto modenese o il pinzino ferrarese) oppure, con impasto da normale piadina. Può essere rotonda oppure tagliata a losanghe.[171]. Nell'imolese è chiamata ficattola. È chiamata schiaccina fritta a Bagno di Romagna. Viene tipicamente consumata con salumi[172] Si trova anche come piada in graticola, piadina alta, cotta sulla brace,[173][174] e si serve anche coi ciccioli, con pezzetti di ciccioli al posto dello strutto[175]Piadine in cottura

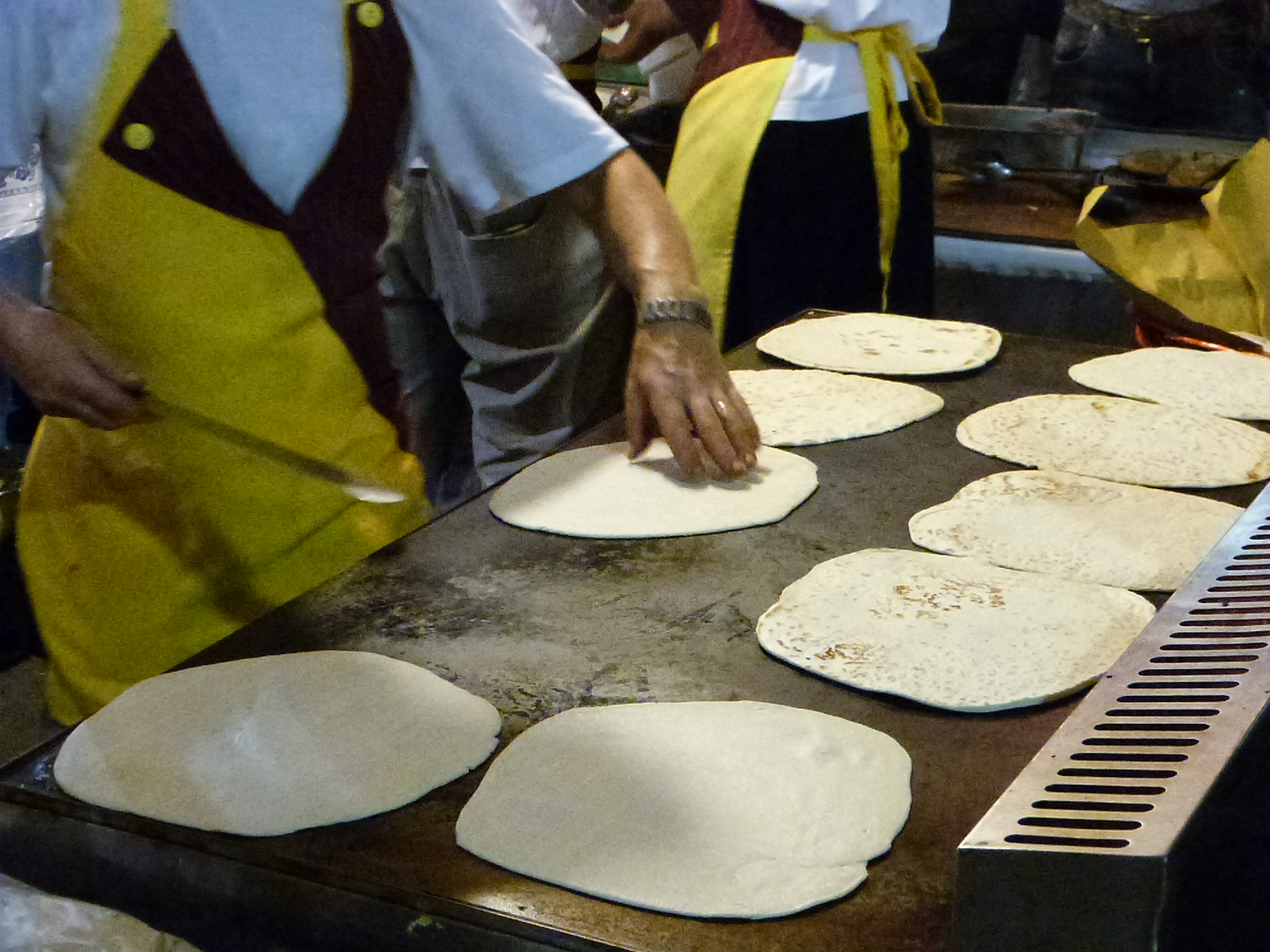
Piadine in cottura

- Piadotto, piadina antica di sola farina di granoturco; nell'Ottocento il suo consumo fra i più poveri causò epidemie di pellagra[176]
- Ricciola (Imola) pastarella salata consumata specialmente a colazione nei bar cittadini; è ottenuta da una pasta lievitata contenente burro e aromatizzata con rosmarino, formando un cordone intrecciato e avvolto a spirale, che viene cotto in forno. Da non confondere con la ricciola ferrarese, che per alcuni aspetti è simile.[177]
- Schiaccina coi ciccioli (Verghereto, Bagno di Romagna).[178]
- Spianata, focaccia con fossette in cui si pone sale grosso, aghi di rosmarino e fiocchi di strutto[179]
- Tortelli nella lastra (valli del Savio e del Bidente), simile al crescione ma più piccolo, di forma quadrangolare, con ripieno di patata, parmigiano e pancetta, tradizionalmente cotto su lastra di pietra arenaria
- Zistuléina, cestino di pasta lievitata contenente una pera o mela, cotto in forno assieme al pane; gradita merenda per i bambini, che lo preparavano da sé.[180]

### Conserve
- Saba, mosto concentrato e conservato in bottiglia
- Savòr, confettura a base di mosto concentrato, mele cotogne e frutta mista
- Mostarda romagnola, simile al savor, ma più densa e con aggiunta di senape (l'Artusi cita quella di Savignano sul Rubicone come la migliore); prodotta da piccole aziende artigianali, fino agli anni Settanta del Novecento era venduta nelle "mastelline", caratteristici barattoli in legno.[181]
- Marmellata di cocomero, prodotta nel ravennate utilizzando il cocomero bianco (o zucca cedrina)[182]
- Olive marinate (colline riminesi), messe in barattolo a secco con sale grosso, aglio incamiciato, scorza di limone e arancia; i barattoli, chiusi ermeticamente, sono collocati al sole per qualche settimana, girandoli ogni giorno, quindi riposti in dispensa

### Prodotti agroalimentari
- Scalogno di Romagna
- Carciofo moretto (Brisighella)[183]
- Carciofo violetto di Roncofreddo[106]

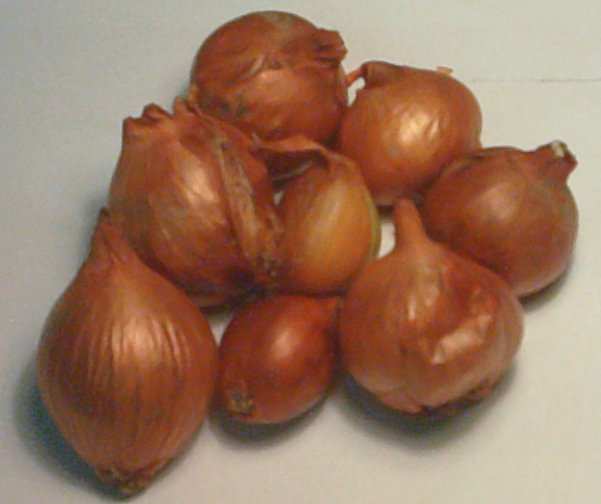
Scalogno di Romagna IGP

- Cardo Gigante di Romagna; particolarmente pregiato quello di Cervia, tipico gobbo bianchissimo e dolce, coltivato nella sabbia[184]
- Cipolla da acqua, coltivata da secoli esclusivamente a Santarcangelo di Romagna, gialla, dolce e dal bulbo molto grande[185]
- Cocomero bianco (o zucca cedrina o anguria limone), rarità botanica dalla colorazione molto chiara della buccia e polpa gialla, è coltivata in Italia solo in provincia di Ravenna e nell'Agro Pontino portatavi dai romagnoli lì trasferitisi. Se ne fa una particolare marmellata ed è anche utilizzata nel savòr.[186]
- Pesca "Bella di Cesena", varietà pregiata, a polpa bianca con sfumature rosa e molto profumata, ottenuta a Cesena nel 1920; assai diffusa fino agli anni Settanta del Novecento, la sua produzione venne progressivamente abbandonata perché delicata e poco adatta alla conservazione nelle celle frigorifere e al trasporto.[187]
- Pesca buco incavato, varietà a polpa bianco-verde dalla caratteristica forma incavata. Ideata a Massa Lombarda, fu molto apprezzata e assai diffusa negli anni 1930. Abbandonata nella seconda metà del XX secolo perché poco adatta a trasporto e conservazione[188], è stata riscoperta e recuperata nel 2012 da alcuni produttori locali[189].
- Pera cocomerina, rarità originaria di Ville di Montecoronaro (Verghereto) , presenta internamente la polpa tinta in rosso.[190]
- Pera volpina, varietà selvatica delle zone di collina, molto piccola, globosa,di colore marrone, dura e non commestibile cruda ma ottima cotta[191]
- Ciliegia cornetta (corniola), antica varietà presente nel cesenate dalla caratteristica forma a cuore allungato.[192]
- Uva cornacchia (raffona), antica uva nera della zona di Russi e Bagnacavallo, oggi rara; usata nell'uvaggio della canèna.[193]

### Prodotti dell'allevamento

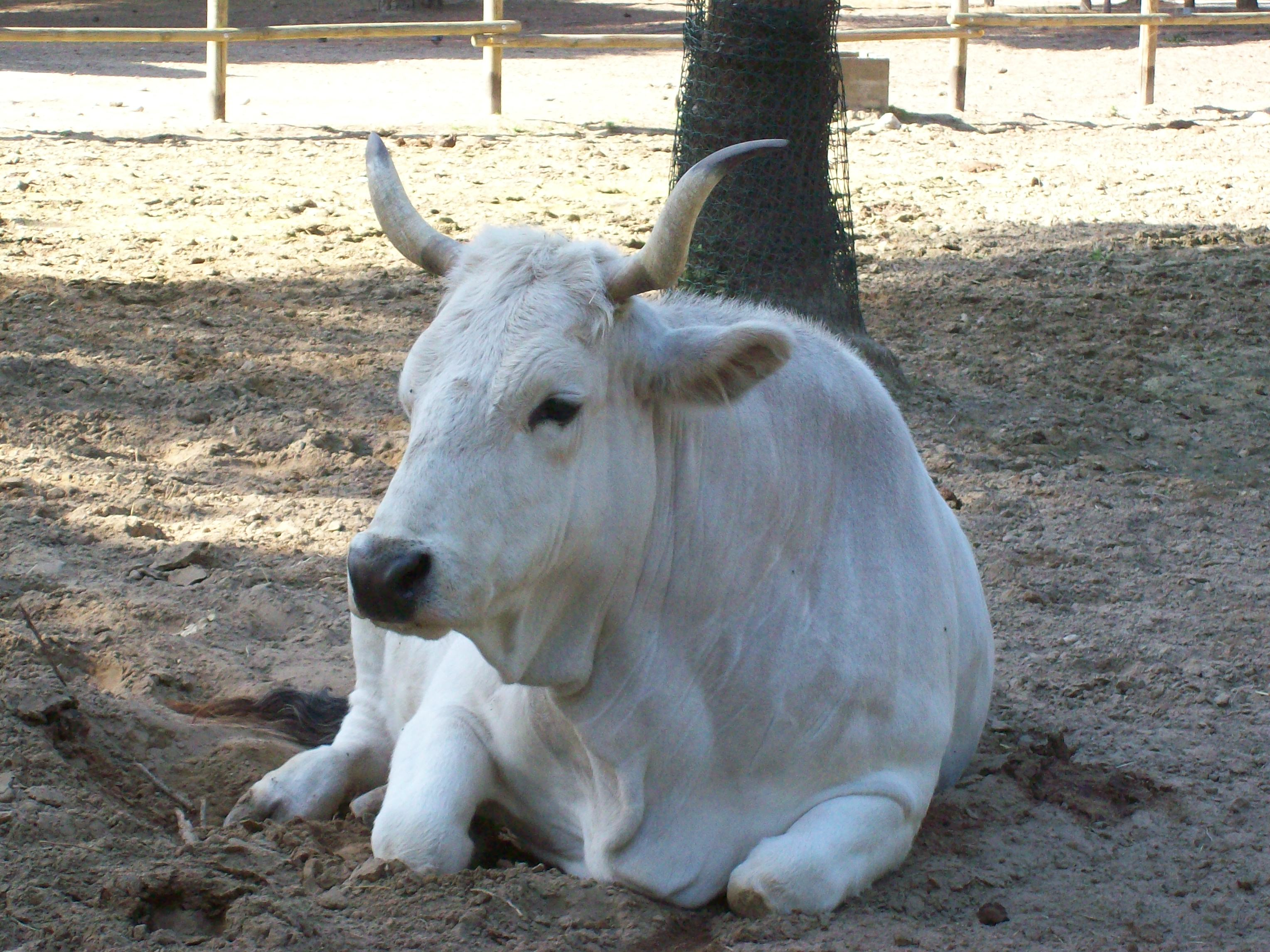
Razza bovina Romagnola

- Razza bovina Romagnola: autoctona di antica origine, dal mantello bianco, con corna a lira nella femmina e a mezzaluna nel maschio; è adatta sia al lavoro sia alla produzione di latte e ha carni di ottima qualità; assieme alla Chianina e alla Marchigiana ha origine da un'unica specie diffusa nell'antichità nell'Appennino centrale.[194]
- Mora romagnola: razza suina dal manto scuro quasi nero, occhi a mandorla e zanne lunghe che la fanno somigliare al cinghiale, fornisce carni grasse, morbide e sapide; quasi scomparsa alla fine del Novecento perché meno produttiva, è stata rivalutata per la qualità delle carni e il suo allevamento è in continua crescita.[195]
- Gallina romagnola: presenta piumaggio molto vario, principalmente oro con fiocchi neri, argento (grigio) con fiocchi neri, moschettata oro ed argento, collo oro molto scuro, bianca; nel 2012 è stata recuperata dalla quasi estinzione e si ritorna ad allevarla.[196]

### Prodotti DOP e IGP
Prodotti con certificazione ufficiale dall'Unione europea di Denominazione di origine protetta (DOP) e di Indicazione geografica protetta (IGP) romagnoli.
- Marrone di Castel del Rio IGP
- Olio Extra Vergine di oliva di Brisighella DOP
- Olio Extra Vergine di oliva Colline di Romagna DOP
- Pesca e Nettarina di Romagna IGP
- Piadina romagnola IGP
- Scalogno di Romagna IGP
- Squacquerone di Romagna DOP
- Vitellone bianco dell'Appennino Centrale IGP
- Formaggio di fossa di Sogliano DOP

## Vini
La Romagna occupa un post di rilievo nella viticoltura in Emilia-Romagna.
- Sangiovese, rosso (Imola, Faenza, Forlì, Cesena, Rimini)[197]
- Trebbiano, bianco (Imola, Faenza, Forlì, Cesena, Rimini)
- Albana, bianco (Imola, Faenza, Forlì, Cesena)
- Pagadebit, bianco, da uve Bombino bianco (Faenza, Forlì, Cesena, Rimini)
- Cagnina, rosso, da uve Terrano (Cesena, Forlì, Faenza)
- Rebola, bianco, da uve Pignoletto (Rimini)
- Fortana, rosso (Ravenna)
- Biancame, bianco (Rimini)[198]
- Bursòn, rosso, vitigno autoctono (Bagnacavallo, Russi)[199]
- Canina nera (canèna), vitigno autoctono (Bagnacavallo, Russi)[200]
- Centesimino, rosso, vitigno autoctono (Faenza)[199]
- Uva rambèla, bianco (Forlì, Bertinoro, Faenza, Bagnacavallo)[201]
- Albana nera, rosso, vitigno autoctono, oggi quasi scomparso (Faenza)[202]
- Barbarossa, rosso, vitigno autoctono (Bertinoro)[203]